# Distrito de Monthey
El distrito de Monthey es uno de los 14 distritos del cantón del Valais, ubicado en el extremo occidente del cantón, con una superficie de 255,1 km².

## Geografía
El distrito de Monthey está situado en la región del Bajo Valais (Bas-Valais/Unterwallis). Limita al norte el distrito de Riviera-Pays-d'Enhaut (VD), al este con Aigle (VD), al sureste con San Mauricio, y al oeste con el departamento de Alta Saboya (FRA-V).

## Comunas
| Distrito de Monthey | Distrito de Monthey    | Distrito de Monthey |
| Comunas             | Población (31.12.2008) | Superficie km²      |
| ------------------- | ---------------------- | ------------------- |
| Champéry            | 1259                   | 39.0                |
| Collombey-Muraz     | 6720                   | 29.8                |
| Monthey             | 16 302                 | 26.8                |
| Port-Valais         | 3116                   | 14.3                |
| Saint-Gingolph      | 831                    | 14.4                |
| Troistorrents       | 4125                   | 37.0                |
| Val-d'Illiez        | 1656                   | 39.3                |
| Vionnaz             | 2137                   | 21.0                |
| Vouvry              | 3471                   | 33.5                |
| Total (9)           | 39 617                 | 255.1               |